# مرکز تاریخی سالزبورگ
مرکز تاریخی شهر سالزبورگ که همچنین به نام آلتشتات نیز شناخته می‌شود، ناحیه ای در سالزبورگ اتریش است که از سال ۱۹۹۶ به عنوان میراث جهانی یونسکو شناخته شده‌است. این شهر با مرکز شهر تاریخی، واقع در ساحل چپ و راست رودخانه سالزاچ مطابقت دارد.
منطقه فهرست شده شامل یک منطقه مرکزی به ۲۳۶ هکتار (۵۸۰ جریب فرنگی) که شامل شهر قدیمی در هر دو ساحل رودخانه سالزاخاست.